# Краљевина Кипар
Краљевина Кипар била је крсташка држава основана 1192. године. Краљевином је владала француска династија Лизињан. Од 1361. године Краљевина Кипар обухвата и Анталију и Корикус. Краљевину је 1489. године продала краљица Катарина Корнаро Млетачкој републици.

## Оснивање
Острво Кипар је 1191. године освојио Ричард I, енглески краљ, током Трећег крсташког рата. До тада је Кипар припадао Византијском царству. Ричард је потом наставио са ратним операцијама и придружио се крсташима који су опседали Акру. Кипар је продао Темпларима јер је схватио да ће тешко одржати контролу за време боравка у Светој земљи. Темплари су му 40.000 бизанта платили одмах, а остатак (до 100.000) плаћан је у ратама.
Међу крсташким баронима Конрадом Монфератским и Гајем Лизињаном вођена је борба за јерусалимску круну. Крсташки барони су круну поверили грофу Конраду јер је Гај већ једанпут изгубио Јерусалим, а његова жена Сибила, јерусалимска принцеза (ћерка Амалрика Јерусалимског) умрла. Гај Лизињан је као компензацију за круну од Темплара добио острво Кипар. Године 1194. Гај умире без наследника па круну преузима његов старији брат Амалрик II.
Енглеско освајање Кипра означило је почетак вишевековне западне доминације на Кипру и увођења феудалног система и католицизма.

## Историја
Након Амалрикове смрти на престу су се смењивали малолетни владари уместо којих су као регенти владали чланови породице Ибелин који су имали великог утицаја у Светој земљи. Године 1229. последњег Ибелина је са кипарског престола истерао немачки цар Фридрих II што доводи до борбе Гвелфа и Гибелина на острву. Фридрихове присталице су у борби поражене. Након пада Акре 1291. године краљеви Кипра су наставили да носе титуле јерусалимског краља.
Као и у Јерусалиму, и на Кипру је постојала институција Високог суда. Краљеви Кипра су међутим били богатији што им је омогућавало да игноришу суд. Најутицајнија је била породица Ибелина. Краљеви Кипра су често били у сукобу са италијанским трговцима јер је Кипар од 1291. године постао центар европске културе са Африком и Азијом.
У 14. веку Ђеновљани преузимају водећу улогу у европској трговини. Кипар стаје на страну Француза који су били у сукобу са папством (Авињонско ропство папства) у нади да ће Французи ослабити Италију. Године 1426. Мамелуци су је претворили у трибутарну државу. Следећи краљеви полако губе независност. Године 1489. краљица Катарина Корнаро је приморана да прода острво Венецији.

## Краљеви Кипра
- Гај Лизињан (1192—1194)
- Амалрик II Јерусалимски (1194—1205)
- Иго I од Кипра (1205—1218)
- Хенри I од Кипра (1218—1253)
- Иго II од Кипра (1253—1267)
- Иго III од Кипра (1267—1284)
- Јован II Јерусалимски (1284—1285)
- Хенри II Јерусалимски (1285—1324)
- Амалрик од Тира (1306—1310) — узурпатор
- Иго IV од Кипра (1324—1359)
- Петар I од Кипра (1359—1369)
- Петар II од Кипра (1369—1382)
- Џејмс I од Кипра (1382—1398)
- Јанус од Кипра (1398—1432)
- Јован II Кипарски (1432—1458)
- Шарлота од Кипра (1458—1464)
- Џејмс II од Кипра (1464—1473)
- Џејмс III од Кипра (1473—1474)
- Катарина Корнаро (1474—1489)